# Lüchow-Dannenberg
Lüchow-Dannenberg é um distrito (Landkreis) da Alemanha localizado no estado de Baixa Saxônia.

## Cidades e Municípios
O distrito de Lüchow-Dannenberg é dividido em três Samtgemeinden com 22 municípios, 5 cidades e 2 áreas não incorporadas (em alemão: gemeindefreien Gebieten):
Samtgemeinden (com seus municípios membros):
| | |
| - 1. Samtgemeinde Elbtalaue 1. Damnatz 2. Dannenberg 1, 2 3. Göhrde 4. Gusborn 5. Hitzacker ² 6. Jameln 7. Karwitz 8. Langendorf 9. Neu Darchau 10. Zernien 11. Göhrde - área não-incorporada - 2. Samtgemeinde Gartow 1. Gartow ¹ 2. Gorleben 3. Höhbeck 4. Prezelle 5. Schnackenburg, ² 6. Gartow - área não-incorporada | - 3. Samtgemeinde Lüchow 1. Bergen an der Dumme 2. Clenze 3. Küsten 4. Lemgow 5. Luckau 6. Lübbow 7. Lüchow 1, 2 8. Schnega 9. Trebel 10. Waddeweitz 11. Woltersdorf 12. Wustrow ² |

¹ - sede do Samtgemeinde; ² - cidades